# Mericke aus Neu-Ruppin kommt nach Berlin
Mericke aus Neu-Ruppin kommt nach Berlin ist eine kurze deutsche Stummfilmkomödie aus dem Jahre 1911 von Adolf Gärtner mit Gerhard Dammann in der Titelrolle.

## Handlung
Herr Mericke ist ein gutbürgerlicher Einfaltspinsel aus der deutschen Provinz der ausgehenden Kaiserzeit. Er betritt die große Stadt und kommt aus dem Staunen nicht mehr heraus: Die Beschaulichkeit und Langsamkeit seiner Heimat wird hier konfrontiert mit der Schnelligkeit der Weltmetropole, die den Besucher zutiefst irritiert. Die Schaufenster der Geschäfte verwirren ihn ebenso sehr wie der öffentliche Nahverkehr. So weiß Mericke beispielsweise nicht, wie man mit einer Straßenbahn fährt. “Indem er sich unangemessen und falsch verhält, entstehen allerlei komische und groteske Situationen, die als Slapsticks vorgeführt werden.”

## Produktionsnotizen
Mericke aus Neu-Ruppin kommt nach Berlin gilt als einer der wenigen Slapstickkomödien aus der Frühzeit des deutschen Stummfilms, die die Zeit überstanden haben. Der lediglich 106 Meter lange Film erlebte seine Premiere am 1. April 1911 in Berlin.

## Rezeption
Aus der Sicht der Moderne heißt es: „Der Film gibt sich großstädtisch-weltläufig: der Provinzler als komische Figur in den Fallstricken der Metropole. Doch der Schein trügt. Die Straßenszenen funktionieren noch als objektiver Maßstab eines komischen Zivilisationsgefälles, aber spätestens im Restaurant entlarvt sich die Entlarvungskomik selbst als provinzielle Denunziation: Der Kerl hat keine Manieren.“